# Madian
Nella Bibbia, Madian (ebraico: מִדְיָן, standard Midyan tiberiense Miḏyān; arabo مدين; "conflitto; giudizio") è un figlio di Abramo e della sua seconda moglie Chetura (che, invece, secondo il midrash, è Agar).
I suoi discendenti, i Madianiti, occuparono la regione nord-occidentale del selvaggio e disabitato deserto d'Arabia. Durante il periodo dell'Esodo il loro territorio includeva anche l'area del deserto di Paran nella penisola del Sinai.
Nella Bibbia, il territorio madianita nel Sinai fu il luogo dove Mosè trascorse i 40 anni tra il momento in cui lasciò l'Egitto dopo aver ucciso un egiziano che stava picchiando un ebreo e il suo ritorno per condurre alla Terra promessa gli Israeliti. Durante questi anni sposò Sefora, figlia di Ietro, sacerdote di Madian. Esodo 3,1 afferma che l'apparizione di Dio nel cespuglio ardente sull'Horeb (altro nome del monte Sinai) sia accaduta in Madian. 
Mentre i discendenti di Ietro, i keniti, si unirono agli ebrei, le altre tribù madianite ebbero violenti contrasti con gli israeliti.
Oggi l'originario territorio di Madian è diviso tra l'ovest dell'Arabia Saudita, il sud della Giordania, il sud di Israele e il Sinai.
Anche nel Corano figura l'antico e storico popolo di Madian, che è menzionato col nome arabo Madyan. La tomba di Ietro sarebbe oggi la moschea e la tomba del profeta Shu'ayb (V sec. d.C. cfr. Sura XI, 95), che sono situate presso la città giordana di Mahis, in un'area chiamata Wādī Shuʿayb.

## Posizione geografica

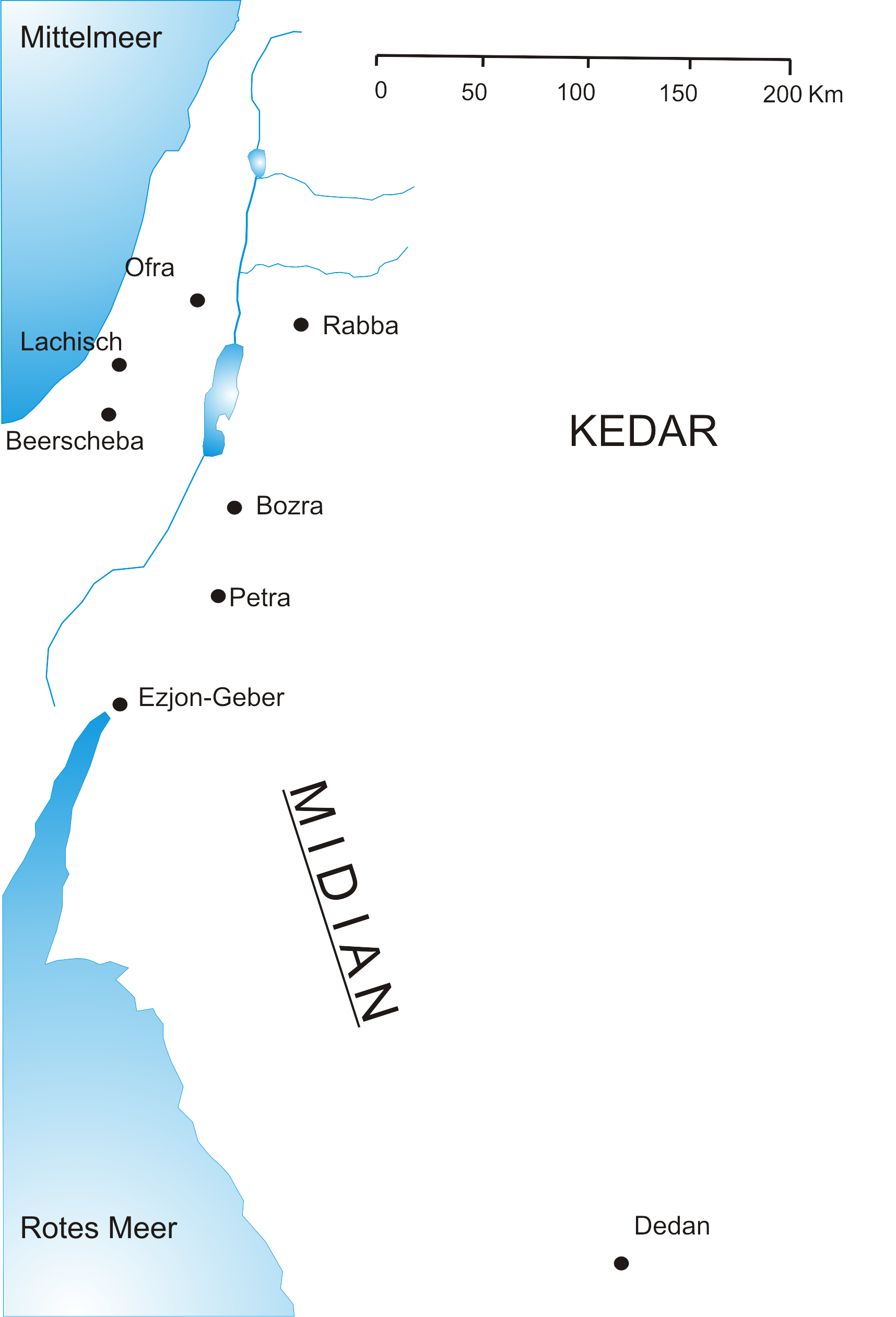
Il territorio di Madian

Nel libro della Genesi Madian era uno dei figli di Abramo e Chetura. I suoi cinque figli Efa, Efer, Anoc, Abida ed Eldaa, furono i progenitori dei Madianiti. Il termine "Madian", che potrebbe derivare dalla radice semitica che significa giudizio, denota anche la nazione dei Madianiti; il plurale ricorre solo in Genesi 37,28,36 e in Numeri 25,17, 31,2. 

La loro posizione geografica è indicata in Genesi ad est di Canaan: Abramo manda i figli della sua concubina, tra cui Madian, verso est. Ma, dall'affermazione che Mosè portava il gregge di Ietro (il sacerdote di Madian) al Monte Sinai, sembrerebbe che i Madianiti risiedessero nella penisola del Sinai, essendo o emigrati là o avendo conquistato e colonizzato quell'area in aggiunta ai loro possedimenti più a est. Più tardi, nel periodo del Regno di Israele, Madian sembra che occupasse un tratto di terra tra Edom e Paran, sulla via per l'Egitto. Madian è anche descritta come in prossimità di Moab: i Madianiti furono sconfitti dal re edomita Hadad ben Bedad "nel territorio di Moab", benché questa - come evidenziato dagli studiosi dell'interconfessionale Bibbia TOB - sia un'incongruenza perché i due popoli "in realtà abitavano regioni assai lontane tra loro".

## Durante l'Esodo e nel periodo dei Giudici

### I Madianiti e Mosè
In Esodo la terra di Madian è introdotta come il posto dove Mosè si diresse mentre fuggiva dal Faraone. Qui egli incontrò Reuel o Ietro, un sacerdote madianita che in seguito diventò suo suocero. Verso la fine della peregrinazione durata quarant'anni dei figli di Israele nel deserto, i Madianiti si allearono con i Moabiti contro gli Israeliti, benché tale alleanza non sia considerata storica ma unicamente redazionale, stante anche la distanza tra i due popoli. Questa alleanza, supposta dal testo biblico, chiese a Balaam, il figlio di Beor, di maledirli (Numeri 22). Invece Balaam si rifiutò e profetizzò futura grandezza per Israele (Numeri 24), ed in conseguenza di ciò gli Israeliti in seguito coesistettero pacificamente con i Moabiti e i Madianiti (Numeri 25). E comunque soffrirono il fatto di essere coinvolti nella religione locale dalle donne madianite. Questo provocò la collera divina che portò la peste sugli Israeliti e Mosè, secondo l'ordine del Signore, ordinò di punirli subito: Pincas - nipote di Aronne - uccise, trafiggendoli nel basso ventre con una lancia, una coppia costituita da una madianita e un ebreo, e con tale gesto ottenne il sacerdozio perenne per la stirpe di Aronne; il Signore fermò allora il flagello, che aveva portato alla morte di 24.000 Israeliti. Mosè costituì contro di loro un esercito di 12.000 uomini, comandato da Pincas il sacerdote; questa forza armata sconfisse i Madianiti e uccise tutti gli uomini, inclusi i loro cinque re, Evi, Rechem, Sur, Cur, e Reba. Questi cinque re possono essere stati i governanti dei cinque clan discendenti dai loro eponimi antenati.
È da sottolineare che questi cinque re di Madian sono chiamati da Giosuè come i vassalli di Sicon, il re amorreo di Chesbon. È possibile che Sicon avesse precedentemente conquistato Madian e l'avesse resa vassalla, e che dopo la sua morte il popolo avesse riconquistato la propria indipendenza. I soldati israeliti misero a ferro e fuoco tutte le città e le fortezze dei Madianiti, sterminando questo popolo, ma risparmiando le donne e i bambini e questo fece infuriare Mosè che ordinò di ucciderli tutti, tenendo come bottino solo le donne vergini. Dallo stesso racconto sembra che i Madianiti fossero ricchi di bestiame e di oro. Dal racconto biblico si deduce che ciascuna delle cinque tribù era governata dal suo proprio re, ma che tutte agivano di comune accordo contro un comune nemico. Mentre una parte di ogni tribù risiedeva nelle città e fortezze in prossimità di Moab, un'altra parte conduceva una vita nomade, vivendo nelle tende e in apparenza lontana dalla guerra. Il racconto della guerra di Mosè contro i Madianiti, e in particolare il suo ordine di sterminio, è messo in discussione dagli storici, poiché alcune generazioni dopo, ai tempi di Gedeone, i Madianiti riappaiono come popolo molto potente. Anche gli esegeti del "Nuovo Grande Commentario Biblico" ritengono che la narrazione biblica non sia un evento storico reale e "l'orrore che proviamo oggi di fronte al genocidio descritto in questo capitolo è in parte attenuato dalla consapevolezza che questi fatti non accaddero realmente"; infatti "la conclusione conferma lo scetticismo provocato dagli elementi non realistici all'interno del racconto stesso: l'enorme quantità di bottino, l'impossibilità di conciliare l'annientamento dei Madianiti con la loro invasione di Israele solo poche generazioni più tardi (Gdc6,1-6), e il contrasto con tradizioni più antiche circa la buona armonia esistente tra Mosè e Madian (Es18,1-27; Nm10,28-32)".

### Oreb e Zeeb
Ai tempi dei Giudici, i Madianiti, guidati dai principi Oreb (ebraico: עֹרֵב, Orev) e Zeeb (ebraico: זְאֵב, Z'ev), razziavano Israele utilizzando i cammelli, finché non furono definitivamente sconfitti da Gedeone, che catturò i due giovani condottieri e li fece condannare a morte tramite decapitazione.
Il racconto biblico della battaglia tra Madianiti e Gedeone afferma che gli Israeliti pativano il dominio dei Madianiti da 7 anni (Giudici 6.1). I Madianiti si allearono con gli Amaleciti e i Figli dell'Oriente ed oppressero gli Israeliti così duramente che molti di essi furono costretti a cercare rifugio nelle caverne; i predoni madianiti avevano distrutto le coltivazioni e ridotto gli agricoltori in estrema povertà. L'esercito alleato dei Madianiti e degli Amaleciti si accampò nella valle di Izreel dopo aver attraversato il Giordano; Gedeone invece radunò i suoi uomini presso la fonte di Harod, avendo dunque l'esercito madianita a nord. Attaccò quindi i nemici, che si dettero alla fuga facendo un disordinato ritorno verso casa attraverso il Giordano. 
Nel Libro dei Giudici sono nominati anche due re madianiti, Zebac e Zalmunna. Questo potrebbe dimostrare che ormai solo due tribù portavano il nome di "Madianiti", mentre le rimanenti tre probabilmente si erano mescolate con altri popoli, inclusi anche gli Israeliti. Si dice che "Madian fu umiliato davanti agli Israeliti e non alzò più il capo" Infatti, al di là dei riferimenti a questa vittoria, Madian non verrà più menzionato nella Bibbia, tranne che nel Giuditta 2,26, dove il termine "Madianiti" sembra essere stato scritto per errore, in luogo di "Arabi".

## I Keniti e il popolo di Efa
La prima notizia certa di una tribù madianita che perde la propria identità fondendosi con un'altra popolazione compare nel Libro dei Giudici 1:16. In questa situazione, collocata temporalmente durante il periodo dei Giudici, i Keniti, che discendevano da Ietro il Madianita, si fusero con gli Israeliti nella zona desertica della Giudea, a sud di Arad. In seguito, ai tempi di Tiglat-Pileser III (745-727 a.C.), è citata una tribù, chiamata nelle iscrizioni cuneiformi "Haypapa" e identificata da Friedrich Delitzsch con la tribù di Efa, che si dice avesse abitato la parte nord del Ḥijāz. Isaia 60,6 parla di Madian e Efa come di due popolazioni diverse. Il secondo figlio di Madian, Efa, è identificato da Knobel come capostipite dei Banū Ghifār, una tribù araba che ai tempi di Maometto si era insediata presso Medina. Esistono tracce dell'esistenza dei Madianiti in tempi post-biblici. Tolomeo cita un luogo chiamato Modiana sulla costa dell'Arabia; stando a questa affermazione, questo luogo può essere identificato con il Madyan dei geografi arabi, nelle vicinanze di ʿAyn ʿUna, di fronte all'estremità della penisola del Sinai, ed ora conosciuto con il nome di "Maghāʾir Shuʿayb" ("Le grotte di Ietro").

## Nel Corano
Il popolo di Madian è menzionato nel Corano arabo per dieci volte, inoltre spesso ci si riferisce a questo popolo attraverso la locuzione "quelli del boschetto" 'aṣḥabu l-'aykah (Arabo: أصـحـابُ الأيـكـة). 
Esso è menzionato assieme agli altri popoli pagani che hanno ricevuto degli Inviati da parte di Dio, ma non li hanno accolti e per questo sono stati puniti con la distruzione, come il popolo di Noè, sommerso dal diluvio, gli Ad e i Thamudeni, e le città di Sodoma e Gomorra avvertite da Lot.
Nella successione del discorso questo popolo è menzionato per ultimo. 
Il popolo di Madian sarebbe stato avvertito dal profeta monoteista Shu'ayb di pentirsi delle sue frodi nei commerci usando falsi pesi e misure e attendendo i viandanti lungo la via carovaniera, ed esortato a rinnegare la propria religione idolatra e ad abbracciare la rettitudine e il monoteismo. Ma il popolo avrebbe rifiutato l'inviato di Dio e conseguentemente sarebbe stato distrutto con uno sterminio (rajfa), preceduto da un grido di guerra. 
La successione dei fatti descritta dal testo coranico indicherebbe una iniziale predicazione da parte dell'inviato di Dio, cui sarebbe seguita una divisione del popolo di Madian in due fazioni, una credente l'altra idolatra, la successiva cacciata del clan minoritario dei credenti da parte dei notabili del popolo, fedeli alle tradizioni pagane con la minaccia di sterminare i ribelli. 
In conseguenza di questa divisione irrimediabile, il gruppo minoritario degli eletti di Dio si sarebbe rivoltato contro la maggioranza pagana del popolo manifestando il giudizio di Dio attraverso un'ordalia che risulta nello sterminio del popolo miscredente. 
A proposito di questo grido, il commentatore Abdullah Yusuf Ali (1934) osserva che la sorte del popolo di Madian è descritta negli stessi termini di quella dei Thamudeni (cfr. Sura IX:95): un evento terribile (rajfa), preceduto da un grido (cfr. Sura IX:67), li avrebbe colpiti di notte nelle loro tende, come vendetta da parte di Dio per essere stati disobbedienti al suo Inviato. 
Il riferimento a un'oscurità avvolgente ha fatto anche pensare a una pioggia di polvere e sabbia di origine forse vulcanica, accompagnata da un terremoto (Sura XXVI:189). Il commentatore islamico medievale Ṭabarī, praticando il principio della pia esegesi, interpreta al contrario questo evento come un cataclisma naturale effetto della vendetta divina contro gli infedeli, narrando che in un giorno torrido i Madianiti uscirono dalle loro case per cercare un po' di conforto, dirigendosi verso una grande nuvola che aveva oscurato il sole e che prometteva frescura, ma furono al contrario investiti da una pioggia incandescente che li sterminò. 
Dalla comparazione con l'analogo episodio occorso al popolo dei Thamudeni, l'evento sarebbe avvenuto nel V secolo d.C.

## Relazioni storiche con l'Egitto
I Madianiti sono stati ricollegati, da alcuni ricercatori, agli Hyksos, popoli semiti seminomadi originari della penisola del Sinai che controllarono buona parte dell'Egitto durante il secondo periodo intermedio. Secondo altri potrebbero essere identificati (o coincidere in parte) con un popolo chiamato Shasu nelle iscrizioni egizie.

## Religione
Nella Bibbia i Madianiti sono descritti come seguaci di una moltitudine di dèi, inclusi Baal-peor e Asherah. Un tempio egizio dedicato ad Hathor a Timna continuò ad essere usato durante l'occupazione madianita del luogo, ma non è chiaro se Hathor e le altre divinità fossero oggetto di devozione durante questo periodo.
I Madianiti sembrano inoltre essere connessi al sito di culto del monte Sinai. Questo ha portato alcuni ricercatori ad ipotizzare che il culto di YHWH possa aver avuto origine fra essi, per essere in seguito adottato dagli Israeliti. Tra questi Max Weber parla esplicitamente di Jahvè come di un dio particolare dell'associazione politica, in quanto tale condiviso da più "comprensive sociazioni" di clan: «[...] secondo la tradizione in origine un dio confederale dell'alleanza tra gli Ebrei e i Madianiti» poi venerato con esclusività dal popolo ebraico. Un'iscrizione egiziana si riferisce a "Yhw nella terra di Shasu", tribù quindi o persone che vivevano in quello che successivamente sarebbe stato il territorio madianita.
Secondo la Bibbia i Madianiti, così come gli Israeliti, praticavano la circoncisione.

### Riferimenti
1. ↑   Genesi 25,1-6, su laparola.net.
2. ↑   Esodo 2,11–15, su laparola.net.
3. ↑   Esodo 4,18, su laparola.net.
4. ↑   Esodo 3,1, su La Parola - La Sacra Bibbia in italiano in Internet.
5. ↑   Genesi 25,1-4, su laparola.net.;  1Cr 1,32–33, su laparola.net.
6. ↑   Genesi 37,28,36, su La Parola - La Sacra Bibbia in italiano in Internet.
7. ↑   Numeri 25,17, su La Parola - La Sacra Bibbia in italiano in Internet.
8. ↑   Numeri 31,2, su La Parola - La Sacra Bibbia in italiano in Internet.
9. ↑   Gn 25,6, su laparola.net.
10. ↑   Esodo 3,1, su laparola.net.
11. ↑   1Re 11,18, su laparola.net.
12. ↑  Bibbia TOB, Elle Di Ci Leumann, 1997, p. 307, ISBN 88-01-10612-2.
13. ↑   Giosuè 13,21, su laparola.net.
14. ↑  Raymond E. Brown, Joseph A. Fitzmyer, Roland E. Murphy, Nuovo Grande Commentario Biblico, Queriniana, 2002, p. 119, ISBN 88-399-0054-3.
15. ↑  Giudici 6–8
16. ↑  Giudici 6-8
17. ↑   Giudici 6,1–6, su laparola.net.
18. ↑   Giudici 6,33, su laparola.net.
19. ↑  Giudici 7:1–24
20. ↑   Giudici 7,25, su laparola.net.;  Gdc 8,21, su laparola.net.
21. ↑  Giudici 8:28
22. ↑   Salmi 83,10,12, su laparola.net.;  Isaia 9,4, su laparola.net.,  Is 10,6, su laparola.net.;  Abacuc 3,7, su laparola.net.
23. ↑   Giuditta 2,26, su La Parola - La Sacra Bibbia in italiano in Internet.
24. ↑  Wo Lag das Paradies, p. 304
25. ↑   Isaia 60,6, su La Parola - La Sacra Bibbia in italiano in Internet.
26. ↑  Tolomeo" 6:7
27. ↑  Cor. IX:70, XI:84, XI:95, XX:40, XXII:44, XXVIII:22, XXVIII:23, XXVIII:45, XXIX:36
28. ↑  Cor. XV:78, XXVI:176, XXXVIII:13, L:14
29. ↑   Tabarî XIX, 110
30. ↑   Max Weber "Economia e società - Comunità religiose" ed. 2017, Donzelli, Roma, p. 16..
31. ↑   Esodo 4,25, su laparola.net.